# Bruchophagus binotatus
Bruchophagus binotatus is een vliesvleugelig insect uit de familie Eurytomidae. De wetenschappelijke naam is voor het eerst geldig gepubliceerd in 1900 door Ashmead.